# Municipio Autónomo de San Juan Copala
El Municipio Autónomo de San Juan Copala se constituye como una entidad con autonomía del Estado mexicano, formada por indígenas triquis, en el año 2007, ello, como una reacción a las actitudes represoras por parte del Estado mexicano, especialmente del gobierno del estado de Oaxaca, presidido en ese entonces por Ulises Ruiz Ortiz.

## Historia
San Juan Copala fue un municipio independiente de Oaxaca desde 1826 hasta 1948, cuando el Congreso del Estado acordó su disolución y anexión de su territorio al municipio de Santiago Juxtlahuaca.
A raíz de una serie de violaciones a los derechos humanos por parte de los caciques de Putla y Juxtlahuaca se toma la decisión unilateral, es decir sin consultarlo con las distintas organizaciones que integran la región de San Juan Copala de declararse Municipio Autónomo según el Movimiento de Unificación y Lucha Triqui (MULT) esto último se hizo violentamente

## Paradigma
Debido a una larga serie de conflictos políticos y sociales, sus habitantes se han constituido en un Municipio Autónomo, a ejemplo de los denominados Municipios Autónomos Rebeldes Zapatistas en Chiapas.
Los habitantes de la comunidad autónoma han sido víctimas de ataques violentos por parte del MULT y de 
la Unión de Bienestar Social de la Región Triqui (UBISORT) y el Movimiento de Unificación y Lucha Triqui (MULT-PUP), este último devenido en partido político, ambas organizaciones con filiación al PRI.